# Tomba di Saadi
La tomba di Saadi, comunemente nota come Saadieh ( in persiano سعدیه‎), è una tomba e un mausoleo dedicati al poeta persiano Saadi nella città iraniana di Shiraz. Alla fine della sua vita Saadi fu sepolto in un Khanqah nella posizione attuale. Nel XIII secolo gli venne costruita una tomba ad opera di Shams al-Din Juvayni, il visir di Abaqa Khan. Nel XVII secolo questa tomba fu distrutta. Durante il regno di Karim Khan fu costruito un mausoleo di due piani in mattoni e intonaco, affiancato da due stanze. L'attuale edificio è stato costruito tra il 1950 e il 1952 su progetto dell'architetto Mohsen Foroughi e si ispira al Chehel Sotoun con una fusione di elementi architettonici vecchi e nuovi. Intorno alla , sulle pareti, ci sono sette versi delle poesie di Saadi.

## Galleria d'immagini

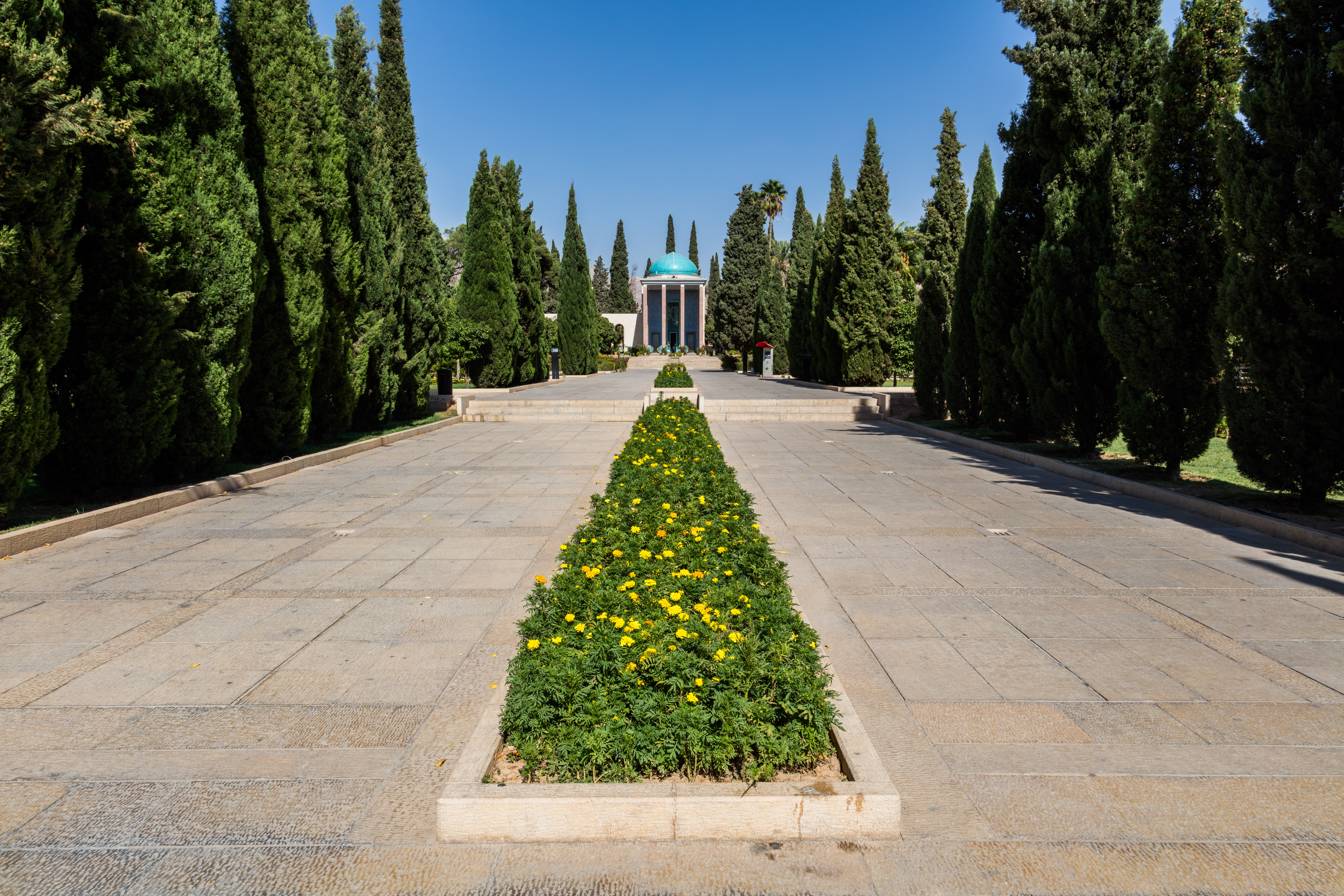
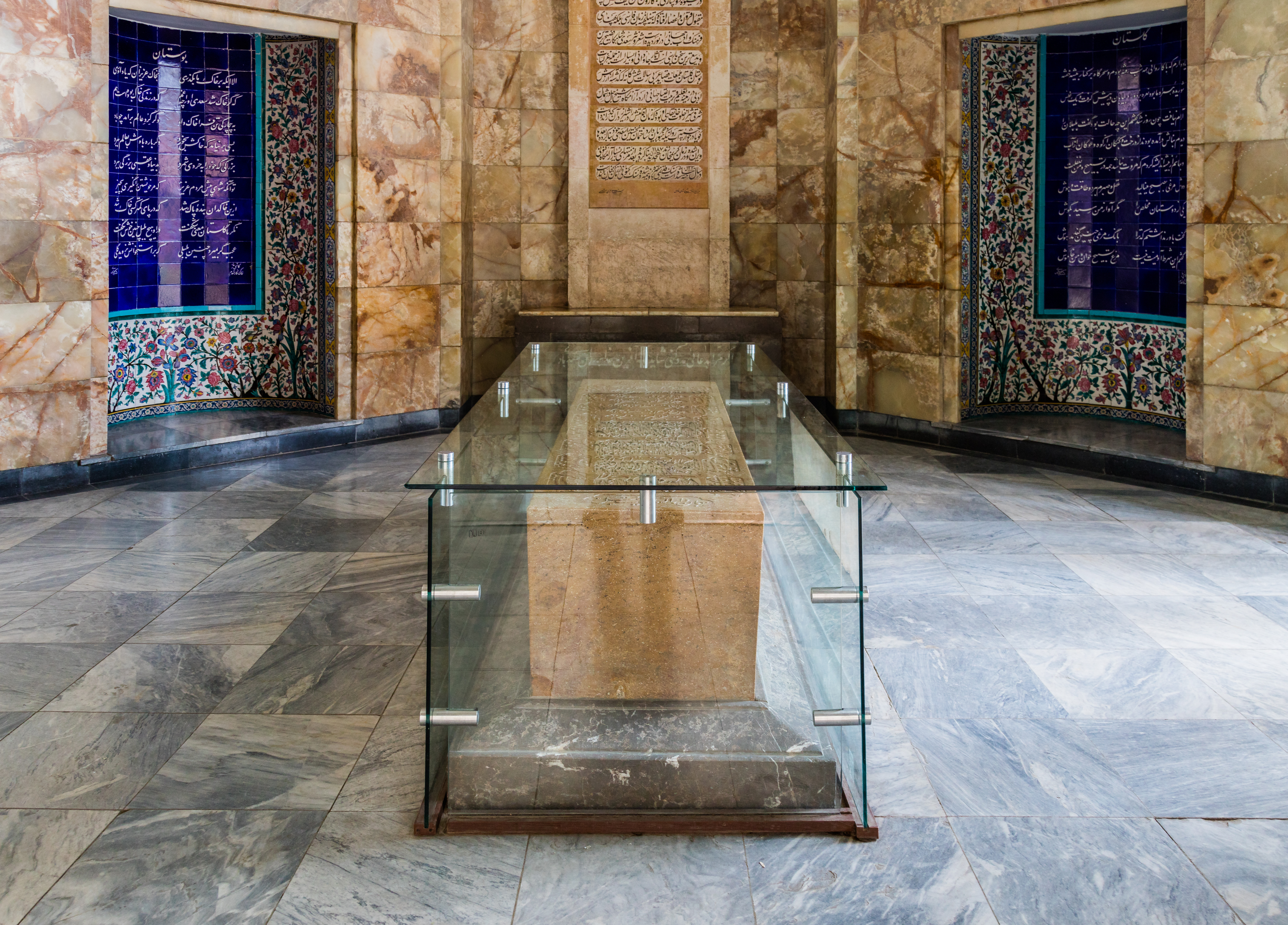
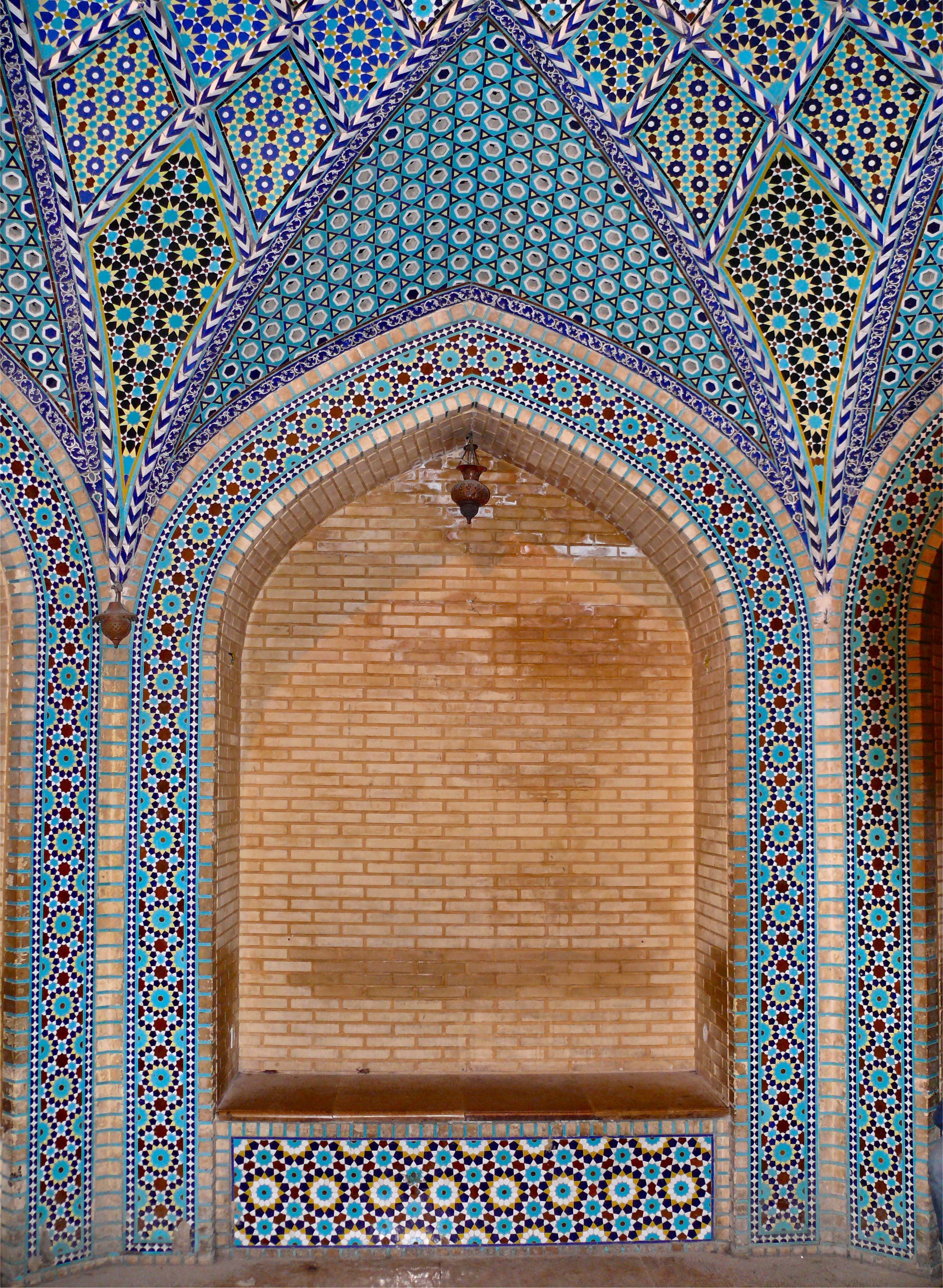
April 2008.
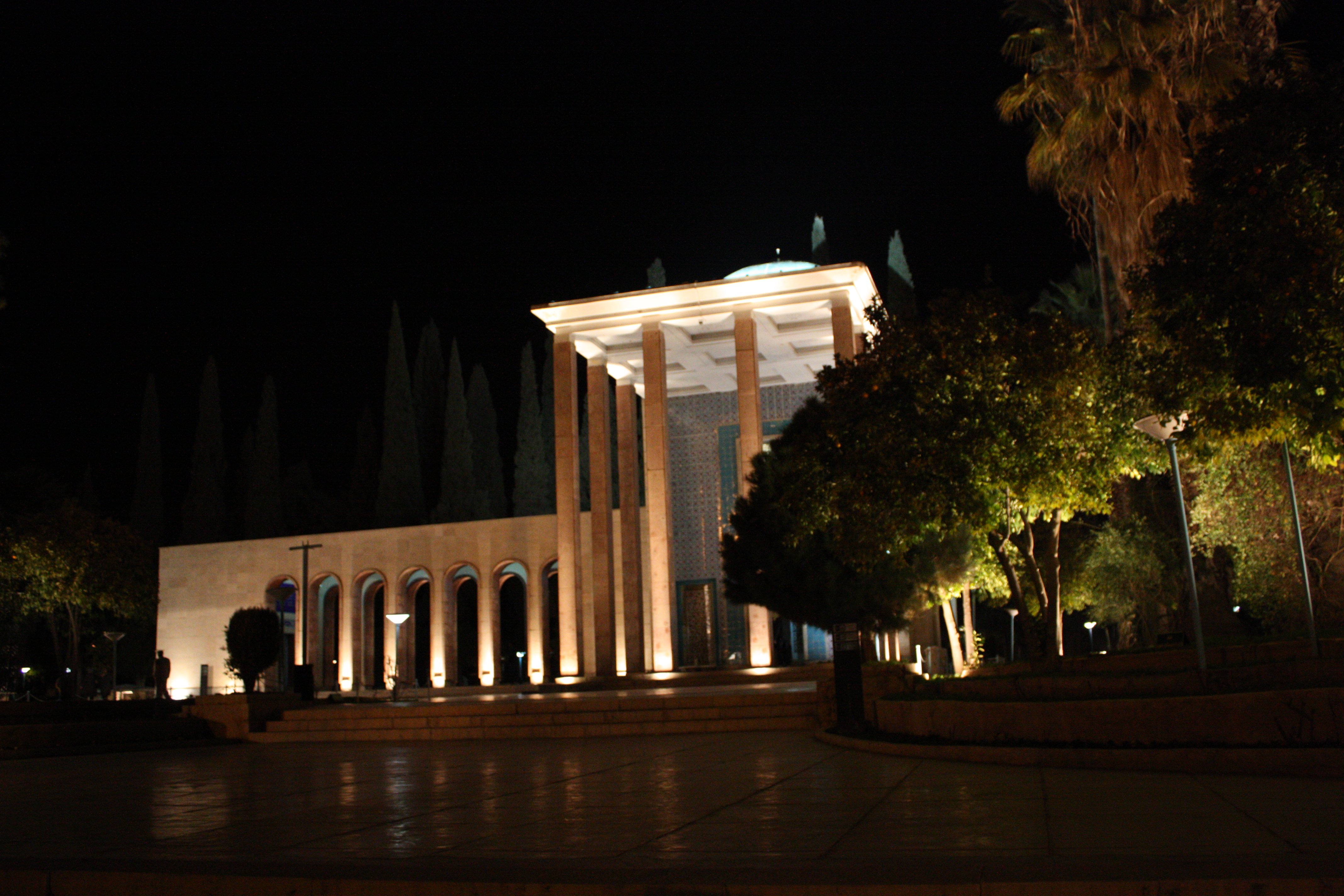
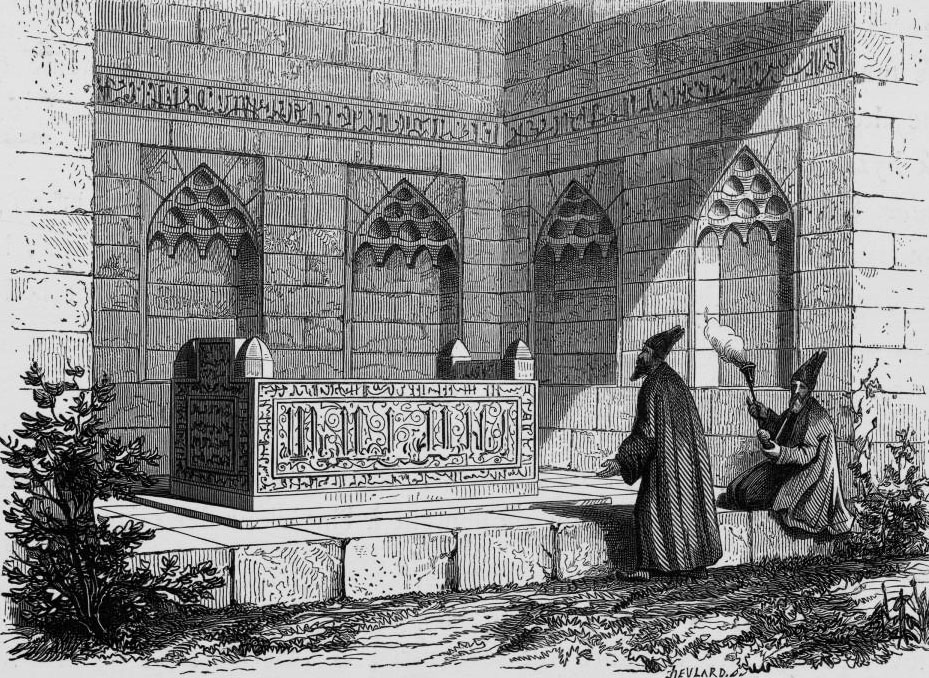
c. 1840.
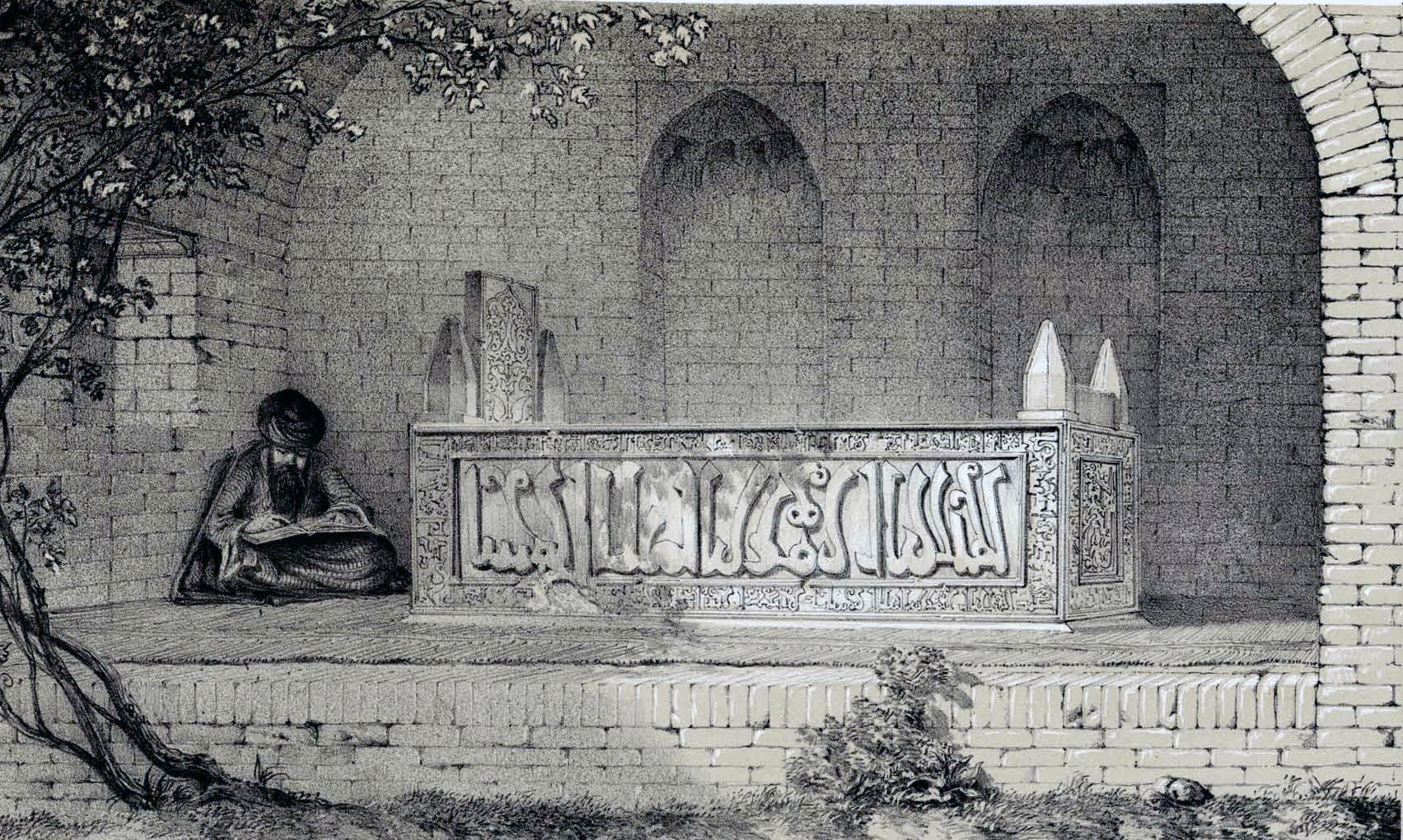
c. 1840, di Eugène Flandin